# Festa (MAXの曲)
「Festa」（フェスタ）はMAXの25枚目のシングルである。2003年3月12日発売。

## 概要
- 新メンバーAki加入後の第2弾シングル。
- MAXのヒットシングルである9枚目のシングル「閃光 -ひかり- のVEIL」とカップリング曲「SO REAL」、10枚目のシングル「Ride on time」、11枚目のシングル「Grace of my heart」のカップリング曲「GETTING OVER」を手掛ける横山輝一を約5年ぶりに再起用、彼の十八番である情熱的なラテンナンバーに仕上がっている。なお、本作では横山が盤収録の全楽曲の作詞、作曲を手がけている。
- テレビ番組で歌うときには、間奏でNanaがティンパニー、Reinaがドラムを演奏する場面も見られた。
- カップリング曲の「STAY」は打って変わって、R&Bナンバーとなっている。
- 「Festa」のPVは上記のティンパニー・ドラムなどの音が追加されており、全体的なミックスもシングル版とは異なる。
- 横山輝一がファンククラブ限定で発売したミニアルバム「Gratitude Vol.1」では、両曲の横山輝一歌唱版が収録されている。両曲とも歌詞が一部異なり、特に「STAY」は男性目線に大幅に書き換えられている。
- AKIの脱退後は復帰したMINAがAKIのパートを担当している。
- 2024年には公式YouTubeチャンネルで定点ダンス動画が公開された。

## 収録曲
※ 全作詞・作曲：横山輝一
1. Festa
編曲：鈴木Daichi秀行
2. STAY
編曲：上杉洋史
3. Festa (Instrumental)
4. STAY (Instrumental)

## タイアップ
- エバラ「ごま搾り 香りのドレッシング」CMソング